# 阪神タイガース 選手登場曲 2013 猛虎の出囃子
『阪神タイガース 選手登場曲 2013 猛虎の出囃子』は阪神タイガースの選手登場曲を収録したコンピレーションアルバム。ユニバーサルミュージックから2013年7月10日に発売された。

## 収録曲
1. カーテンコール [4:34]
  - 歌 : 強
2. 宇宙戦艦ヤマト [2:14]
  - 歌 : ささきいさお
3. 世界で一番暑い夏 [4:12]
  - 歌 : プリンセス・プリンセス
4. HEADLIGHT [5:21]
  - 歌 : モンキーマジック
5. GOOD LUCKY!!!!! [3:28]
  - 歌 : グッキー (GReeeeN×ベッキー♪#)
6. Golden [3:48]
  - 歌 : JAY'ED
7. Yeah Yeah [2:45]
  - 歌 : ウィリー・ムーン
8. Call Me Maybe [3:15]
  - 歌 : カーリー・レイ・ジェプセン
9. every [4:15]
  - 歌 : GReeeeN
10. Sexy And Know It [3:22]
  - 歌 : LMFAO
11. 男は気持ちを伝えたい [5:17]
  - 歌 : ET-KING
12. 元気出していこうぜ!! [4:02]
  - 歌 : スーパーハンド
13. 一本道 〜福原忍バージョン〜 [3:54]
  - 歌 : ジョニー・宜野湾
14. Everybody [4:15]
  - 歌 : バックストリート・ボーイズ
15. 千年メダル [4:46]
  - 歌 : ザ・ハイロウズ